# 安田松慶堂
株式会社安田松慶堂（やすだしょうけいどう）は、東京都中央区銀座七丁目に本社を置く老舗仏壇・仏具店。創業は寛政4年（1792年）。髙島屋、東急百貨店、東武百貨店、小田急百貨店、そごう、松屋という百貨店内に仏壇売り場（デパぶつ）を持つ。

## 沿革
- 1792年（寛政4年）　 創業
- 1890年（明治23年）　第1回内国勧業博覧会出展賞授与
- 1893年（明治26年）　4世安田松慶　日本で初めて洋画額を造る
- 1914年（大正3年）　 上野平和博覧会出展賞授与
- 1917年（大正6年）　 大本山芝増上寺に「柱仏」として白檀木座像寄贈
- 1953年（昭和28年）　法人組織に変更
- 1965年（昭和40年）　中央区日本橋より、本社を現在地に移動
- 1986年（昭和61年）　七世安田松慶が代表取締役社長に就任

※この項目の出典
1. ↑  安田正慶堂. “銀座本店ショールーム”. 2016年11月30日閲覧。